# Shipki La
Shipki La es un puerto de montaña y puesto fronterizo con una docena de edificios de gran tamaño en la frontera entre India y China. El río Sutlej, que se llama Langqên Zangbo en el Tíbet, entra en la India (desde el Tíbet) cerca de este puerto. Un camino recto en el lado indio se eleva a una altitud de 4.720 m cuatro km al suroeste de Shipki La. 
Se encuentra en el distrito de Kinnaur, en el estado de Himachal Pradesh, India, y en la prefectura de Ngari, en el Tíbet, China. El puerto es uno de los puestos fronterizos de la India para el comercio con el Tíbet junto con Nathu La en Sikkim y Lipulekh en Uttarakhand. El puerto está cerca de la ciudad de Khab. 
Actualmente, la carretera en el puerto se usa solo para el comercio local a pequeña escala a través de la frontera. Al igual que otros pasos fronterizos a lo largo de la frontera India-Tíbet, la frontera ya no está abierta para los no residentes La mayoría de las personas que viajan entre la India y el Tíbet por tierra viajan a través de Nepal. 

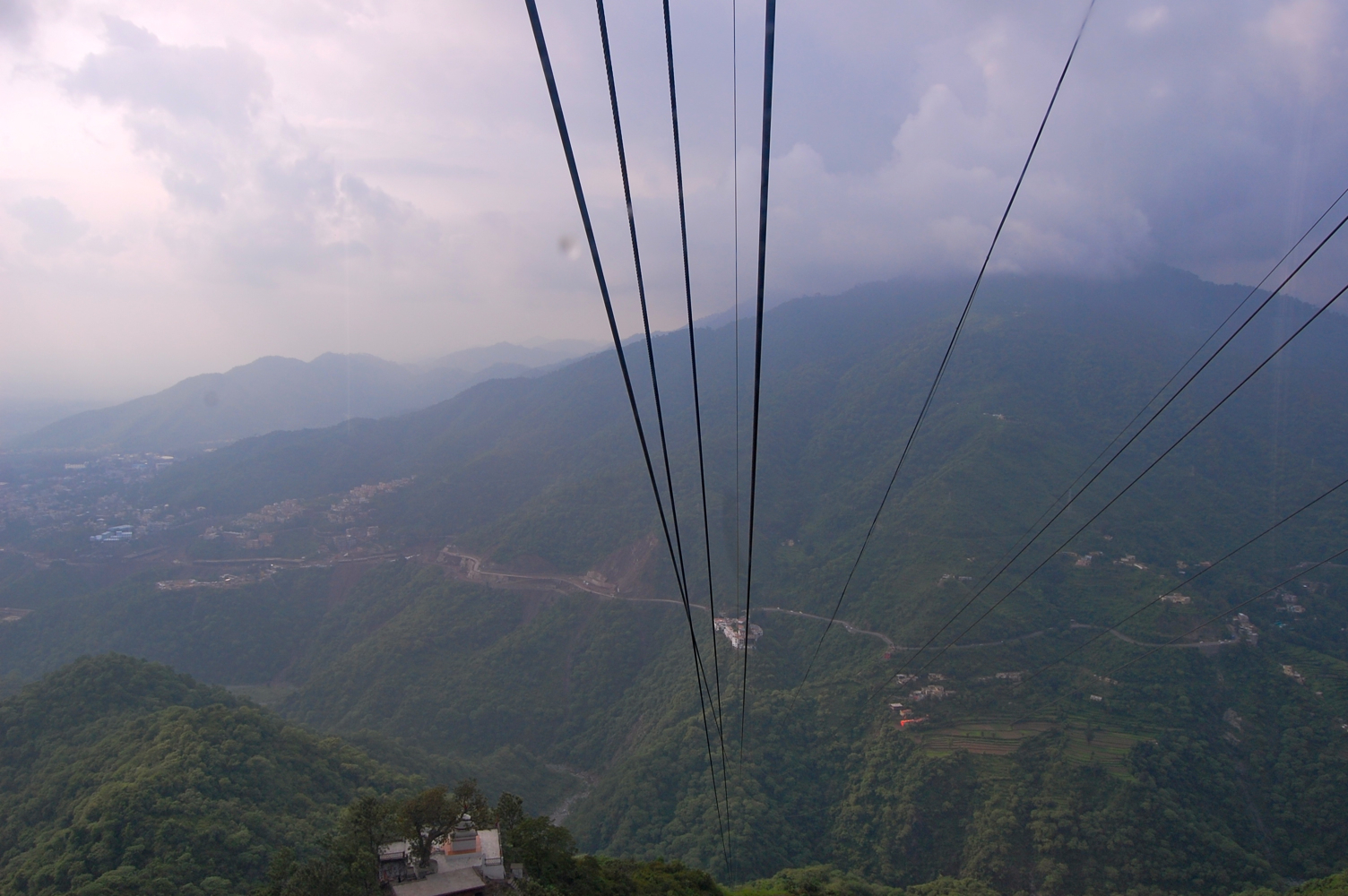
NH 5, la carretera hacia Shipki La

## Comercio chino-indio
Se sugirió que la carretera nacional 5 podría usarse como una ruta para el acceso terrestre al Mar Arábigo ya que la Carretera del Karakórum es mucho más peligrosa para el transporte. Se afirma que esta apertura de la frontera en Shipki La aumentaría potencialmente el comercio en ambos lados de la frontera.